# Bat Ye'or
Bat Ye'or (hebreiska: בת יאור), född 1933, är en egyptisk-brittisk judisk författare bosatt i Schweiz. Hennes böcker kritiserar förhållandena under vilka kristna och judar lever i den muslimska världen (dhimmiförhållanden). Bat Ye'or skriver bland annat om Eurabien, det vill säga den konspiration för islamisering av Europa som hon menar sig se.